# Natel·la Kràsnikova
Natel·la Kràsnikova (rus: Нате́лла Архи́повна Кра́сникова)  (Mogotxa, 14 d'octubre de 1953) va ser una jugadora d'hoquei sobre herba soviètica que va competir durant les dècades de 1970 i 1980.
El 1980 va prendre part en els Jocs Olímpics de Moscou, on guanyà la medalla de bronze en la competició d'hoquei sobre herba. En el seu palmarès també destaca una medalla de bronze a la Copa del món d'hoquei sobre herba de 1981 i una de plata al Campionat d'Europa d'hoquei sobre herba de 1984.